# Division légère d'infanterie
Pour les articles homonymes, voir division légère (homonymie).
Une division légère d'infanterie (DLI) est un type d'unité créée par l'Armée française pendant la bataille de France. Créées à partir de la fin mai 1940, les DLI sont des divisions d'infanterie de format réduit.

## Historique
Les DLI se caractérisent par une organisation à deux régiments d'infanterie et un seul régiment d'artillerie (au lieu de trois régiments et deux régiments d'artillerie dans une division classique). Leurs éléments sont issus des rescapés de divisions anéanties dans les combats de mai 1940, des unités d'instruction et des rapatriés venus d'outre-mer.
Les DLI étaient mal équipées, en particulier du point de vue de la motorisation.
L'historien militaire Robert Forczyk considère qu'il s'agit d'une tentative d'entretenir l'illusion d'une quantité importante de divisions et, selon lui, les ressources disponibles auraient été mieux employées à combler les pertes des divisions déjà engagées au combat.

## Liste
- 1re division légère d'infanterie
- 17e division légère d'infanterie
- 32e division légère d'infanterie
- 43e division légère d'infanterie
- 53e division légère d'infanterie
- 59e division légère d'infanterie
- 235e division légère d'infanterie
- 236e division légère d'infanterie
- 237e division légère d'infanterie
- 238e division légère d'infanterie
- 239e division légère d'infanterie
- 240e division légère d'infanterie
- 241e division légère d'infanterie
- 1re division légère d'infanterie nord-africaine
- 2e division légère d'infanterie coloniale
- 8e division légère d'infanterie coloniale